# Петнистогръда риба ангел
Петнистогръда риба ангел (Genicanthus melanospilos) е вид бодлоперка от семейство Pomacanthidae. Видът не е застрашен от изчезване.

## Разпространение и местообитание
Разпространен е в Австралия, Вануату, Виетнам, Гуам, Индонезия, Малайзия, Микронезия, Нова Каледония, Палау, Папуа Нова Гвинея, Провинции в КНР, Северни Мариански острови, Соломонови острови, Тайван, Тонга, Фиджи, Филипини и Япония.
Обитава пясъчните дъна на океани, морета и рифове. Среща се на дълбочина от 20 до 45 m, при температура на водата от 26,3 до 27,3 °C и соленост 34,4 – 34,8 ‰.

## Описание
На дължина достигат до 18 cm.
Популацията на вида е стабилна.